# Kika
Kika és una pel·lícula espanyola de l'any 1993 dirigida per Pedro Almodóvar.

## Argument
Kika (Verónica Forqué) és una maquilladora que té com a model a un mort: Un atractiu fotògraf anomenat Ramon (Àlex Casanovas).

## Premis

### Premis Goya
| Categoria                       | Persona                                             | Resultat   |
| ------------------------------- | --------------------------------------------------- | ---------- |
| Millor actriu protagonista      | Verónica Forqué                                     | Guanyadora |
| Millor actriu de repartiment    | Rossy de Palma                                      | Candidata  |
| Millor direcció artística       | Alain Bainée Javier Fernández                       | Candidats  |
| Millor direcció de producció    | Esther García                                       | Candidata  |
| Millor disseny de vestuari      | José María de Cossío                                | Candidato  |
| Millor maquillate i perruqueria | Gregorio Ros Jesús Moncusi                          | Candidats  |
| Millor so                       | Jean-Paul Mugel Graham V. Hartstone                 | Candidats  |
| Millors efectes especials       | Olivier Gleyze Yves Domenjoud Jean-Baptiste Bonetto | Candidats  |